# Jan Antoni Grabowski

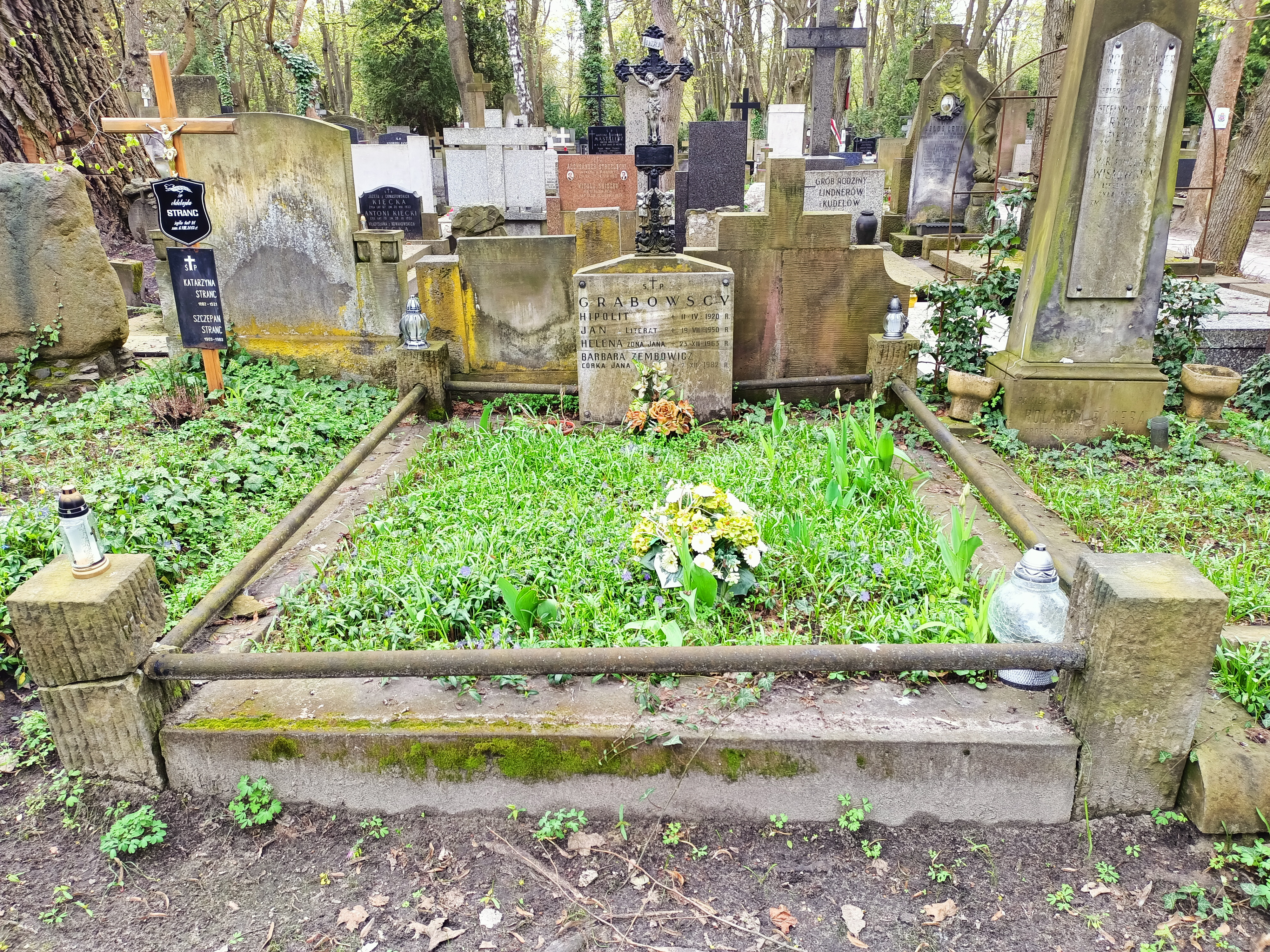
Grób Jana Antoniego Grabowskiego na Cmentarzu Powązkowskim w Warszawie

Jan Antoni Grabowski (ur. 16 marca 1882 w Rawie Mazowieckiej, zm. 19 lipca 1950 w Warszawie) – pedagog, pisarz, znawca sztuki, autor podręczników geometrii, monografii zabytków, przewodników po Warmii i Mazurach, twórca wielu książek dla dzieci i młodzieży, z których największą popularność zyskały opowiadania o zwierzętach.

## Życiorys
Urodził się w rodzinie Hipolita i Zofii z Gołkontów. Ukończył Szkołę Przemysłową w Łodzi. Po ukończeniu studiów na Politechnice Warszawskiej w 1902, pracował w warszawskich szkołach jako nauczyciel matematyki (1902–1906). Dwa lata spędził w Monachium, gdzie studiował historię sztuki. Studiował także na uniwersytetach w Paryżu i Krakowie. Po powrocie do Polski pracował jako nauczyciel gimnazjalny w Warszawie. W 1920 ochotniczo służył w Wojsku Polskim. W niepodległej Polsce piastował różne stanowiska w Ministerstwie Wyznań Religijnych i Oświecenia Publicznego. Był prezesem Rady Szkolnictwa m. st. Warszawy, członkiem komisji do badań dziejów szkolnictwa w Polsce przy Polskiej Akademii Umiejętności. W 1936 odszedł na emeryturę. Krótki czas mieszkał w Toruniu i w Chełmnie. Był m.in. wiceprzewodniczącym Rady Miejskiej w Toruniu. Na okres okupacji wrócił do Warszawy. W latach 1945–1948 przebywał w Olsztynie, gdzie był naczelnikiem Wydziału Kultury i Sztuki Urzędu Wojewódzkiego na okręg mazurski. Zajmował się ratowaniem zabytków i dzieł sztuki zdewastowanych w czasie II wojny światowej. W 1949 powrócił do Warszawy.
Grabowski był człowiekiem dużej wiedzy i wszechstronnych zainteresowań. Wśród jego publikacji wymienia się m.in. serię podręczników dla młodzieży szkolnej z zakresu matematyki, monografie dotyczące zabytków Chełmna, Grudziądza i Torunia, broszurę Mazowsze Pruskie (1936), Mazury i Warmia (1948), edycje pamiętników Paska, bajek Ezopa, Don Kichota, powieści Rzewuskiego i Chodźki.
Najwięcej serca wkładał jednak w pracę nad literaturą dziecięcą. Jego kariera pisarska rozpoczęła się w 1916 i trwała ponad dwadzieścia lat, a jego książki dla dzieci wciąż cieszą się ogromną popularnością – każde z jego opowiadań miało wiele wydań.
Spoczywa na cmentarzu Powązkowskim w Warszawie (kwatera 233-1-4,5).

## Wybrane opowiadania
- Jak Tomek Kowalczyk do nieba się dostał (1922)
- Finek (1923)
- Jaśko z Mirachowa – baśń (1925, wznowienie w Wydawnictwie Pojezierze, Olsztyn 1981)
- Reksio i Pucek (historia psich figlów) (Warszawa 1929, Nasza Księgarnia)
- Europa (1929)
- Puc, Bursztyn i goście (Warszawa 1933, Nasza Księgarnia) – lektura szkolna dla II klasy szkoły podstawowej
- Skrzydlate bractwo (Warszawa 1936, Nasza Księgarnia) – zbiór obejmujący m.in. opowiadania Muc, wróbel beznogi, Gąska Małgosia, Pipuś
- Kochany zwierzyniec (Warszawa 1939, Nasza Księgarnia; wśród późniejszych wydań: Wydawnictwo Pojezierze, Olsztyn 1980) – zbiór obejmujący m.in. opowiadania Metka, Fryga, Mucha z humorami, Czarny kogut, Żołnierski kot
- Opowiadania (1950) – dwutomowy zbiór opowiadań przygotowany przez Grabowskiego tuż przed śmiercią, w skład którego weszły: Finek, Europa – prawdziwa historia o kotce, Reksio i Pucek, Puc, Bursztyn i goście, Skrzydlate bractwo i Kochany zwierzyniec
- Puch, kot nad koty (Warszawa 1952, Nasza Księgarnia – wyd. pośmiertnie; Wydawnictwo Pojezierze, Olsztyn 1984)
- Wilk, koza i koźlęta – wyd. pośmiertnie
- Czarna owieczka
- Uoo! Huuu! Ach!
- Kruszynka
- Ropucha
- Uniwersytet na jesionie
- Musia